# 英露協商
英露協商（えいろきょうしょう、英: Anglo-Russian Entente、露: Англо-русское соглашение）とは、1907年にイギリスとロシア帝国が結んだ協約。イラン、アフガニスタン、チベットにおける両国の勢力範囲を決定した。
これにより露仏同盟、英仏協商と合わせて三国協商（英仏露協商）が成立した。英露協約ともいう。

## 背景
イギリスでは1890年代に首相兼外相のソールズベリーがロシアとの関係改善がヨーロッパの均衡を保つ最善策と考えていた。これに対してロシアはイギリスからのイラン共同借款の協力の打診を断り（1899年と1901年）、1903年にイギリスが提案したイランに関する意見交換にも反応を示さなかった。
日露戦争終了後、ロシアでは内外の情勢が急速に悪化し、ロシア政府はフランスとドイツに財政支援を求めた。フランスの諸銀行が躊躇する中で、ドイツのメンデルスゾーン銀行は為替手形で2億マルクの融資を行いドイツ政府はこれを借款とみなさないこととした。これがドイツによるロシア支援をニコライ2世に印象づけたとされ、1905年7月にイギリスに対する独露防衛協定であるビョルケ密約が署名される大きな要素となった。
イギリスは1905年8月にビョルケ密約の存在を知った。さらに1906年5月にドイツで新建艦法が成立したことで、イギリス国内ではヴィルヘルム2世による大陸同盟構想を阻止してドイツに対抗するため、外相のエドワード・グレイや外務事務次官のチャールズ・ハーディングなどから英露間の協商が主張されるようになった。

## 交渉
1906年より、アレクサンドル・イズヴォリスキー外相と駐露英国大使サー・アーサー・ニコルソンの間で交渉が行われ、1907年8月31日、サンクトペテルブルクにて英露協商が成立した。これによって、既に成立していた露仏同盟、英仏協商とあわせ、三国協商が成立した。

## 内容
ペルシア（イラン）に関する協定
北部をロシア、南部をイギリスの勢力範囲として、両国の勢力下におかれない中立地帯も設定した。カージャール朝の独立を尊重することと、この地域における機会均等も確認された。
アフガニスタンに関する協定
アフガニスタンがイギリスの勢力圏であることと、それをロシアが尊重することを確認した。ただし、イギリスのアフガニスタン支配は平和的意義（ロシアと敵対しない）のもとに行われることになった。
チベットに関する協定
チベットに対する領土保全・内政不干渉を確認し、清の宗主権を両国が承認した。